# Liesjärvi (sjö, lat 60,67, long 23,90)
Liesjärvi är en sjö i Finland. Sjön ligger till största delen i kommunen Tammela i landskapet Egentliga Tavastland och till mindre delar i kommunerna Somero och Lojo i landskapen Egentliga Finland och Nyland. Sjön är belägen i den södra delen av landet, 80 km nordväst om huvudstaden Helsingfors. Liesjärvi ligger 108,5 meter över havet. Arean är 9,44 kvadratkilometer och strandlinjen är 54,75 kilometer lång. Sjön  ingår i Kumo älvs huvudavrinningsområde. 
Liesjärvi nationalpark ligger vid sjön.